# Alexandre Matrossov
 (juillet 2017).
Si vous disposez d'ouvrages ou d'articles de référence ou si vous connaissez des sites web de qualité traitant du thème abordé ici, merci de compléter l'article en donnant les références utiles à sa vérifiabilité et en les liant à la section « Notes et références ».
Alexandre Matveïevitch Matrossov (en russe : Александр Матвеевич Матросов ; en ukrainien : Олександр Матвійович Матросов), né à Iekaterinoslav (aujourd'hui Dnipro ; en Ukraine) le 5 février 1924 et mort le 22 ou 27 février 1943, est un soldat d'infanterie de l'armée soviétique de la Seconde Guerre mondiale, célèbre pour un haut fait d'armes qui lui est attribué.

## Biographie
Peu de temps après sa naissance, Alexandre Matrossov perdit ses parents et fut élevé par sa grand-mère. Après sa mort, il fut placé à l'orphelinat, puis par la suite, il fit partie de la colonie du travail des enfants de la ville d'Oufa. Il suivit un apprentissage de serrurier.
En 1942, il devint membre de l'organisation Komsomol. Il fut ensuite enrôlé dans l'armée et envoyé à l'École d'infanterie de Krasny Kholm.
Selon les sources soviétiques, le 22 février 1943, dans la bataille pour la libération du village de Tchernouchki, dans le district de Loknianski, situé dans l'oblast de Pskov, Alexandre Matrossov se sacrifie en obstruant avec son corps l'embrasure d'un bunker allemand dominant le champ de bataille. En bloquant la mitrailleuse qui pointait de cette casemate avec sa propre poitrine, il permet à son unité d'avancer au prix de sa vie. Pour son dévouement au combat, Alexandre Matrossov reçut, à titre posthume, par le Président du Soviet suprême, la distinction de Héros de l'Union soviétique le 19 juin 1943.
Le musée de la place Rouge présente une vitrine consacrée à Alexandre Matrossov. La ville de Saint-Pétersbourg (ex Léningrad) a érigé un monument en son honneur dans le parc de la Victoire. La ville de Halle en Allemagne a érigé une statue du héros soviétique dans le cimetière de la cité allemande.

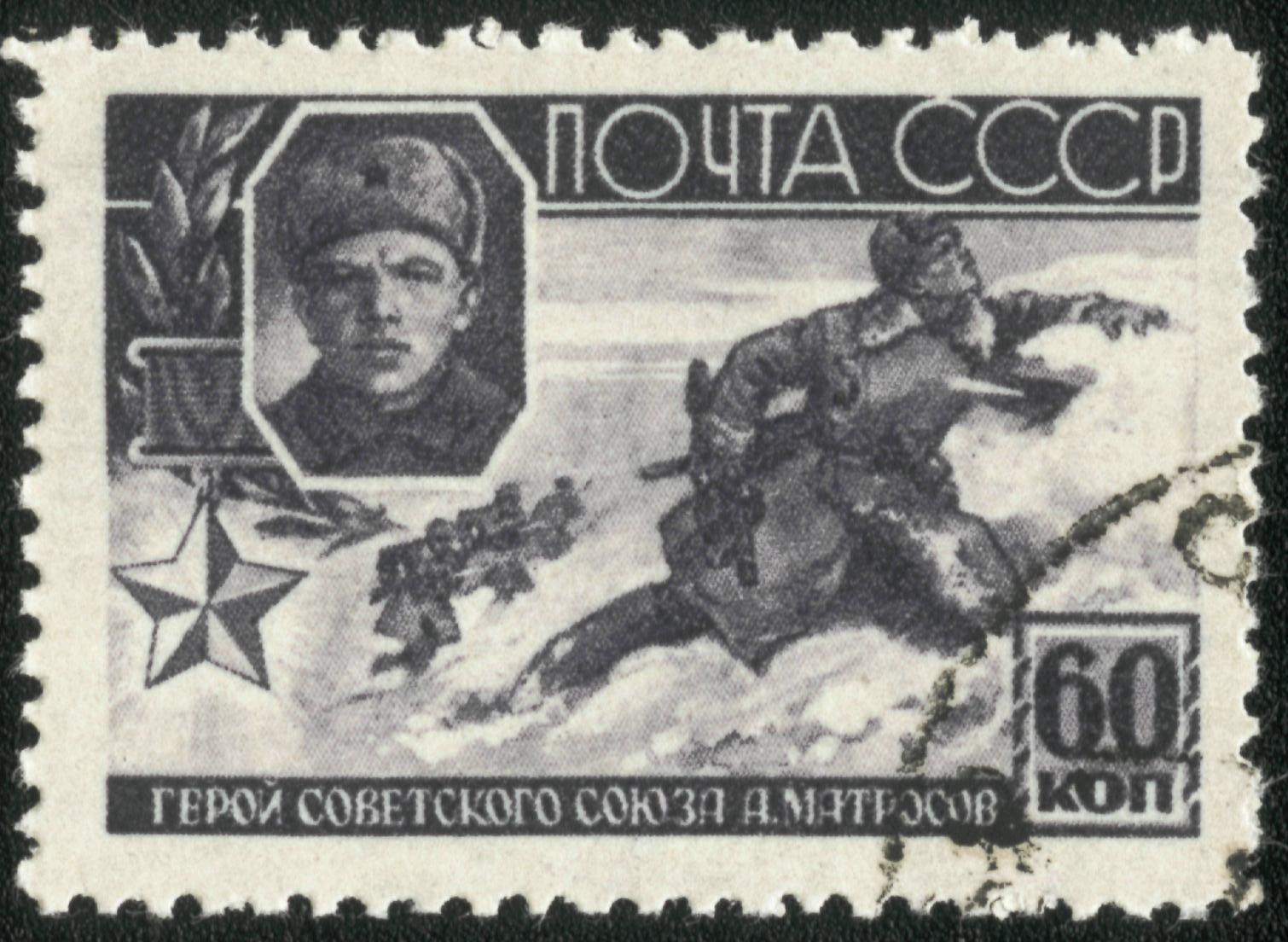
Timbre-poste soviétique, de 1944, à la mémoire d'Alexandre Matrossov.

## Filmographie
- (ru) Soldat Alexandre Matrossov, film soviétique de Leonid Loukov sorti en 1947.